# き
き або キ (/ki/; МФА: [ki] • [kʲ]; укр. кі) — склад в японській мові, один зі знаків японської силабічної абетки кана. Становить 1 мору. Розміщується у комірці 2-го рядка 2-го стовпчика таблиці ґодзюон.
Має похідні дзвінкі звуки — ぎ або ギ (/gi/; МФА: [gi] • [gʲ]; укр. ґі).

## Короткі відомості

### Опис
Фонема сучасної японської мови. Складається з одного задньопіднебінного приголосного звука та одного неогубленого голосного переднього ряду високого піднесення /і/ (い). Приголосні бувають різними залежно від типу.
| Глухий задньопіднебінний проривний:   |  | /k/ → | き | [ki] | (основний звук)                           |
| Дзвінкий задньопіднебінний проривний: |  | /g/ → | ぎ | [gi] | (похідний звук)                           |
| Задньопіднебінний носовий:            |  | /ŋ/ → | き゚ | [ŋi] | (на письмі практично не використовується) |

При додаванні до приголосних [k] • [g] • [ŋ] голосного [і], відбувається явище палаталізації. Палаталізовані звуки позначаються як [kʲ] • [gʲ] • [ŋʲ].

### Порядок
Місце у системах порядку запису кани:
- Порядок ґодзюону: 7.
- Порядок іроха: 38. Між さ і ゆ.

### Абетки
- Хіраґана: き

Походить від скорописного написання ієрогліфа 幾 (кі, декілька).
- Катакана: キ

Походить від скорописного написання верхньої складової ієрогліфа 幾 (кі, декілька).
- Манйоґана: 支 • 伎 • 岐 • 企 • 棄 • 寸 • 吉 • 杵 • 來 • 貴 • 紀 • 記 • 奇 • 寄 • 忌 • 幾 • 木 • 城

### Транслітерації

#### き
- Кирилиця:
Система Поліванова: КІ (кі).
Альтернативні системи: КІ (кі).
- Латинка
Система Хепберна: KI (ki).
Японська система: KI (ki).
JIS X 4063: ki
Айнська система: KI (ki).

#### ぎ
- Кирилиця:
Система Поліванова: ҐІ (ґі).
Альтернативні системи: ҐІ (ґі).
- Латинка
Система Хепберна: GI (gi).
Японська система: GI (gi).
JIS X 4063: gi
Айнська система: GI (gi).

### Інші системи передачі
- Шрифт Брайля:
| ●－ －● |
- Радіоабетка: КІтте но КІ (切手のキ; «кі» марки)
- Абетка Морзе: －・－・・